# Gloria Grati

Gloria Grati (n. 11 decembrie 1972, Chișinău) este o artistă plastică din România.
Studii: Universitatea de Arte și Design „Ioan Andreescu” Cluj-Napoca, specializarea ceramică-sticlă, promoția 1997

## Biografie și expoziții
1998 Studii aprofundate,  specializarea Ceramică - Universitatea de Arte și Design „Ioan Andreescu” Cluj-Napoca;
2002-2004 Masterat Comunicare vizuală, publicitate și strategii de marketing, Facultatea de Arte Plastice, Universitatea de Vest
Timișoara.
Din 2007 doctor în Arte Vizuale, Facultatea de Arte Plastice, Universitatea de Vest din Timișoara.
Titlul tezei: Antropomorfismul arhaic și demersul artistic actual Conducător științific: prof. univ. dr. Constantin Ionescu Prut
Funcții îndeplinite:
1998-2002 – Profesor Liceul de Arte Plastice Alba-Iulia
2002-2004 – Liceul de Arte Plastice Timișoara
Din 2004 – Lector universitar Facultatea de Arte Plastice a Universității de Vest Timișoara
Activitate Artistică:
Participări la expoziții, saloane județene, simpozion, începând din 1990 în Cluj Napoca, Bistrița, Alba Iulia, Deva, Miercurea Ciuc, Bacău, Chișinău, Arad, Timișoara; Oroshàza, Szeged (Ungaria); Uziče (Serbia).

## Lucrări și cronică
|  | ...Este pasionantă această trecere în revistă a valorilor pe care ni le pune la dispoziție munca arheologului, și credem că extinsa zăbovire pe terenul preistoriei este un exercițiu cultural util nu numai excezei științifice, ci și demersurilor actuale – între care trebuie să așezăm cercetarea și creația Gloriei Grati – , care își află aici fundamentarea unei esențiale originalități, de care lumea modernă are atâta nevoie. în lut, și în sticlă – vorbesc de atracția pe care o exercită artele focului, iar în planul reprezentării de fascinația imaginilor antropomorfe, de la figurine cu o structură materială arhaizantă la vase ce amintesc lucrările consacrate cultului. | — Constantin Ionescu Prut |